# کومارلی (قهرمان‌مرعش)
کومارلی (به لاتین: Kumarlı) یک منطقهٔ مسکونی در ترکیه است که در قهرمان‌مرعش واقع شده‌است.